# William S. Hutchings
William Street Hutchings, (7 de enero de 1832 - 25 de agosto de 1911) también conocido como Profesor Hutchings y la Calculadora Relámpago, fue un prodigio de las matemáticas y cálculo mental del siglo XIX que trabajó para P. T. Barnum. Más tarde trabajó como pregonero de feria y carnaval y escribió un libro titulado La Calculadora Relámpago.

## Años tempranos
William Street Hutchings nació el 7 de enero de 1832 de John Hutchings, un comerciante de Long Island, Nueva York y su esposa Jane Street. Nació en Manhattan cerca de la esquina de Hester Street y Eldridge Street. Asistió a la Hubbs and Clark Academy, donde ya mostró gran habilidad en matemáticas. Trabajó varios años como contable para su padre.

## Carrera
Por 1860, Hutchings trabajaba en el Barnum American Museum. Se exhibió allí hasta que ardió por segunda vez en 1868. En 1872, actuó en la Casa Blanca para el presidente Ulysses S. Grant. En 1883, empezó a actuar en el Austin and Stone Dime Museum de Boston. Trabajó allí hasta su muerte. Reclamó haber dado 30.000 conferencias a 80,000.000 personas a lo largo de su carrera. Fue enterrado en Mount Hope Cemetery en Boston, Massachusetts.